# Villa Il Riposo

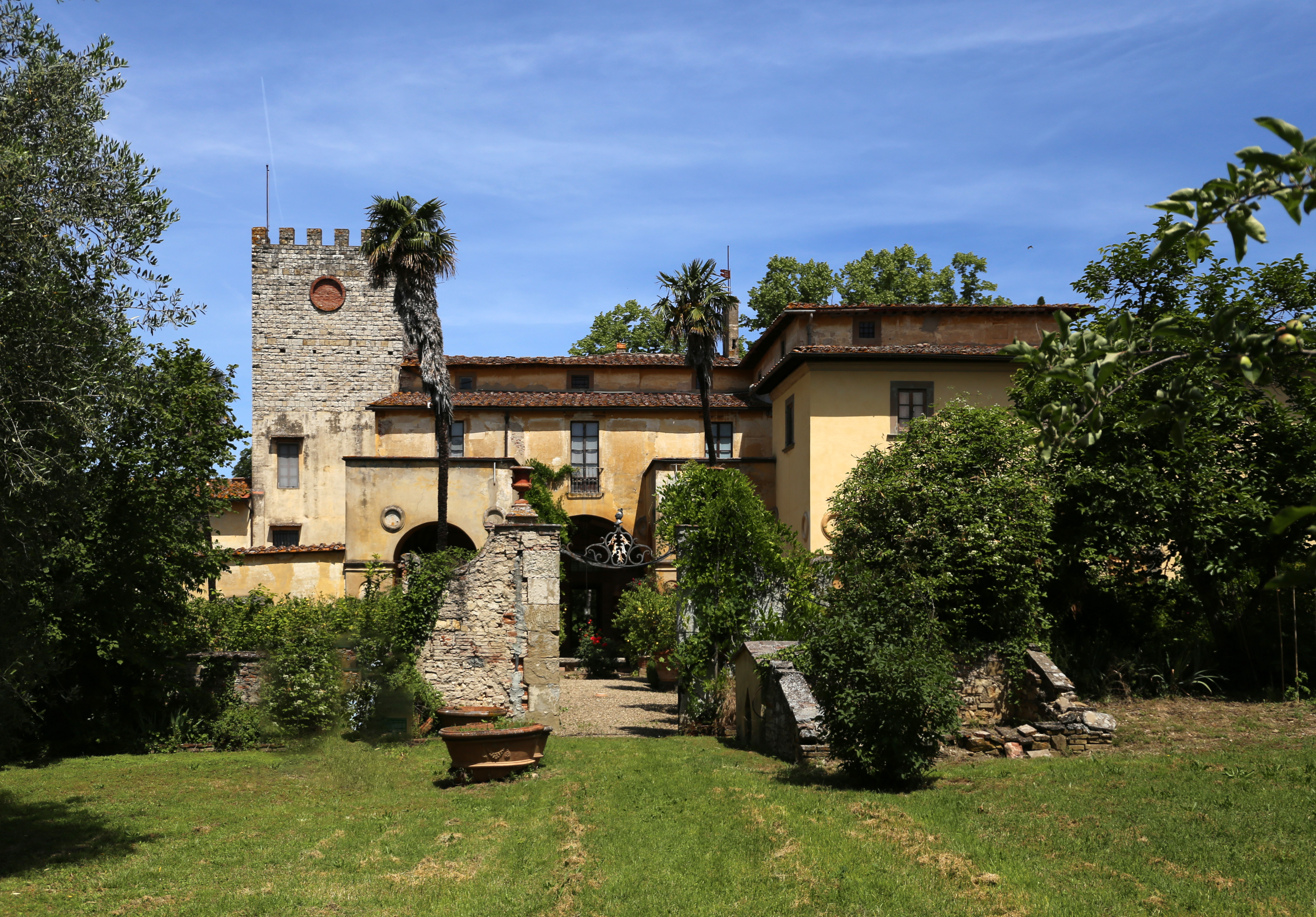
Vue depuis le côté sud

La villa Il Riposo (à l'origine  Il Riposo de' Vecchi) est une maison du XVIe siècle, située sur la colline de Fattucchia, entre les vallées de l'Ema et de Grassina, dans la ville de Bagno a Ripoli (FI), avec accès à partir de la via delle Fonti.

## L'histoire
La villa a été construite dans la deuxième moitié du XVIe siècle, à l'endroit où déjà en 1427 il y avait une « casa da signore », de Bernardo Vecchietti (1514-1590), collectionneur et mécène auprès de la cour des Médicis, membre d'une des familles florentines les plus anciennes et les plus influentes. Réalisant son « palais », Bernardo intervient également dans la campagne environnante, s'inspirant peut-être des parcs des villas médicéennes comme celle de Pratolino, initiant des édifices dédiés au culte, à la chasse ou aux loisirs, parmi lesquels se distingue la Fonte della Fata Morgana.
Bernardo Vecchietti établit des relations avec de nombreux artistes, tout d'abord Jean Bologne (1524-1608), qu'il a accueilli et présenté à la cour de François Ier de Médicis. On pense que Jean Bologne a contribué à la conception du "Reposo" et de la Source.
Raffaello Borghini (1541-1588) a placé dans la villa, les conversations contenues dans son livre de 1584, intitulé Il Riposo. Le livre, qui est un traité d'art sous la forme d'un dialogue entre Bernardo et trois invités nobles, contient une description intéressante de la villa et de ses environs.

## Description
L'apparence actuelle de la villa n'a pas sensiblement changé par rapport à l'époque de sa construction. Il est évident qu'à la mort de Bernardo, qui eut lieu en 1590, le bâtiment et sa décoration extérieure restèrent partiellement incomplets. L'élément caractéristique de la structure est la grande loggia, qui devait probablement dans l'intention originale entourer l'ensemble du bâtiment. Les arcs arrondis, maintenant partiellement tamponnés, reposent sur des piliers massifs avec une base quadrangulaire dans laquelle des niches sont ouvertes.
Le bâtiment sépare les espaces extérieurs en deux parties. Le côté nord, côté accès, est stylistiquement plus simple. Ici les piliers n'ont pas de chapiteaux et le design du portail est sobre et simple. Les fresques et l'inscription du cartouche « I vecchi han qui, la Dio mercé, riposo » font allusion au nom de la famille et à celui de la demeure. Sur le mur à droite, une figure peinte, dans laquelle nous voudrions reconnaître l'auteur des fresques, nous observe derrière la grille d'une fausse fenêtre. Le jardin, à l'origine gardé comme une pelouse, comme en témoigne la représentation dans le hall d'entrée, a été modifié en «  bosquet » au début du siècle dernier, suivant en cela le goût romantique de l'époque.
Le côté sud, auquel on accède par la grande entrée décorée de fresques, est celui du jardin privé. Ici, la loggia est disposée en fer à cheval autour de l'entrée. Les piliers sont surmontés de chapiteaux de goût maniériste et sous les arcades de grandes fenêtres agenouillées en pietra serena éclairent les salles du rez-de-chaussée. Le puits, toujours en pietra serena est, enrichi par deux élégantes piles, dont le design est traditionnellement attribué à Jean Bologne.

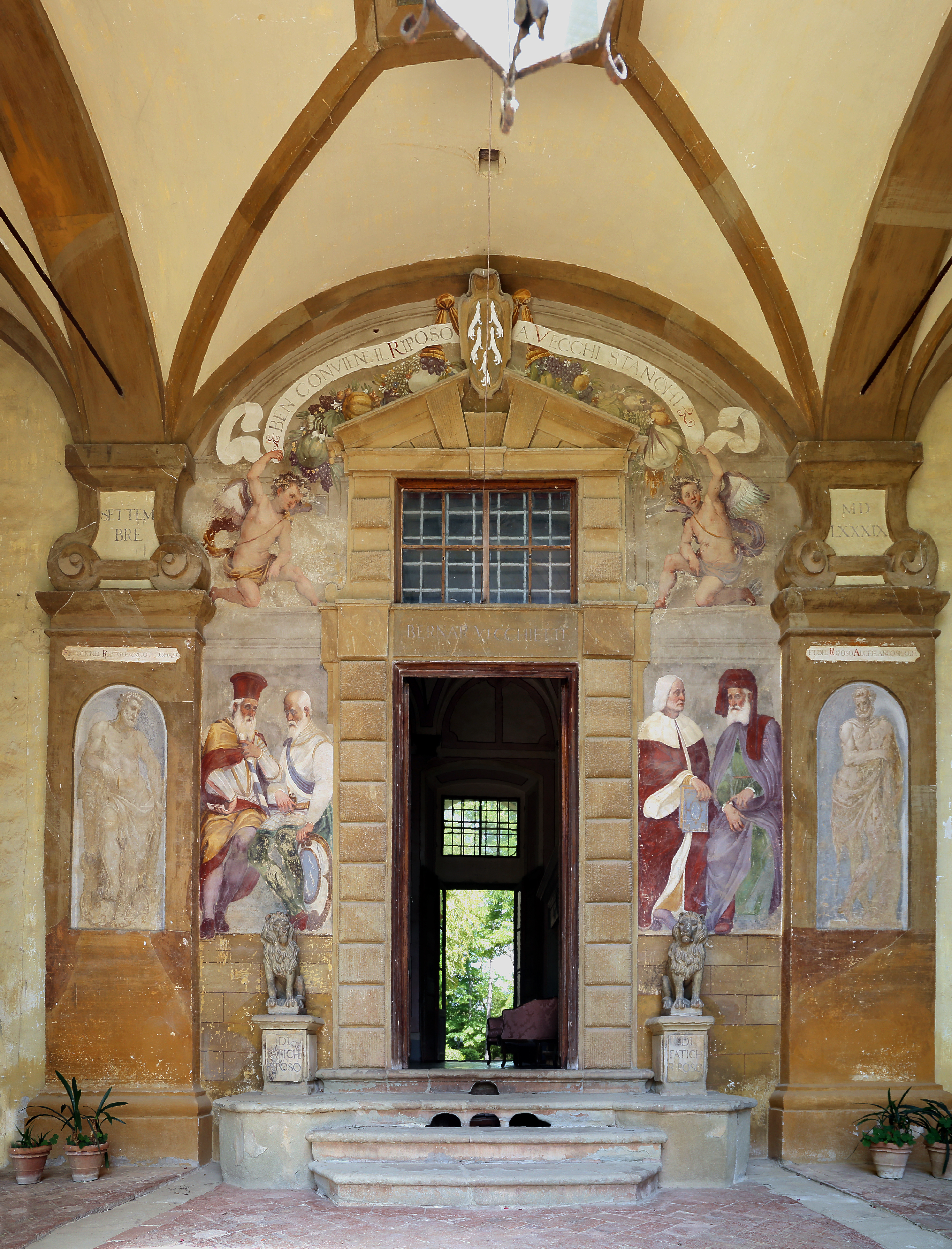
Le portail de la loggia sud

Sur le mur d'entrée s'ouvre un majestueux portail en bossage, surmonté d'une imposte quadrangulaire, sur laquelle repose un tympan qui soutient, au centre d'un motif caractéristique à trois rayons, les armoiries de Vecchietti à cinq hermines. Le portail est encadré par des fresques, que la tradition attribue à Bernardino Poccetti, mais qui plus récemment ont été attribuées à Santi di Tito, un peintre dont la relation avec Bernardo Vecchietti est documentée. Au sommet, la devise dans le cartouche soutenu par de beaux chérubins ailés, est encore un jeu de mots sur le nom de la famille et de la villa. Dans la bande inférieure sont figurés quatre vieillards, qui représentent probablement des ancêtres illustres, caractérisés par des vêtements et des attributs dont la signification particulière n'est pas encore entièrement comprise; dans le deuxième personnage de la droite, qui tient un livre avec emblème, on a voulu reconnaître le même Bernard. Dans les fausses niches sur les côtés du portail sont représentées deux statues d'Hercule, surmontées d'écrits qui célèbrent le repos du héros. Les clefs des voûtes portent des fresques avec les armoiries bipartites de Vecchietti - Strozzi (la mère de Bernardo était une Strozzi), et des armoiries composées d'une hermine avec la devise Candidor Animus. L'inscription sur les tabourets en pierre sur les côtés du portail fait à nouveau référence au nom de la villa.
La décoration originale des parties architecturales, basée sur un motif de fausse brique similaire à celle de la Fonte della Fata Morgana et sur la couleur grise de la pietra serena, comme le montre l'iconographie ancienne et les essais réalisés pendant la restauration, a été remplacée d'un voile ocre à l'imitation de pietra forte.

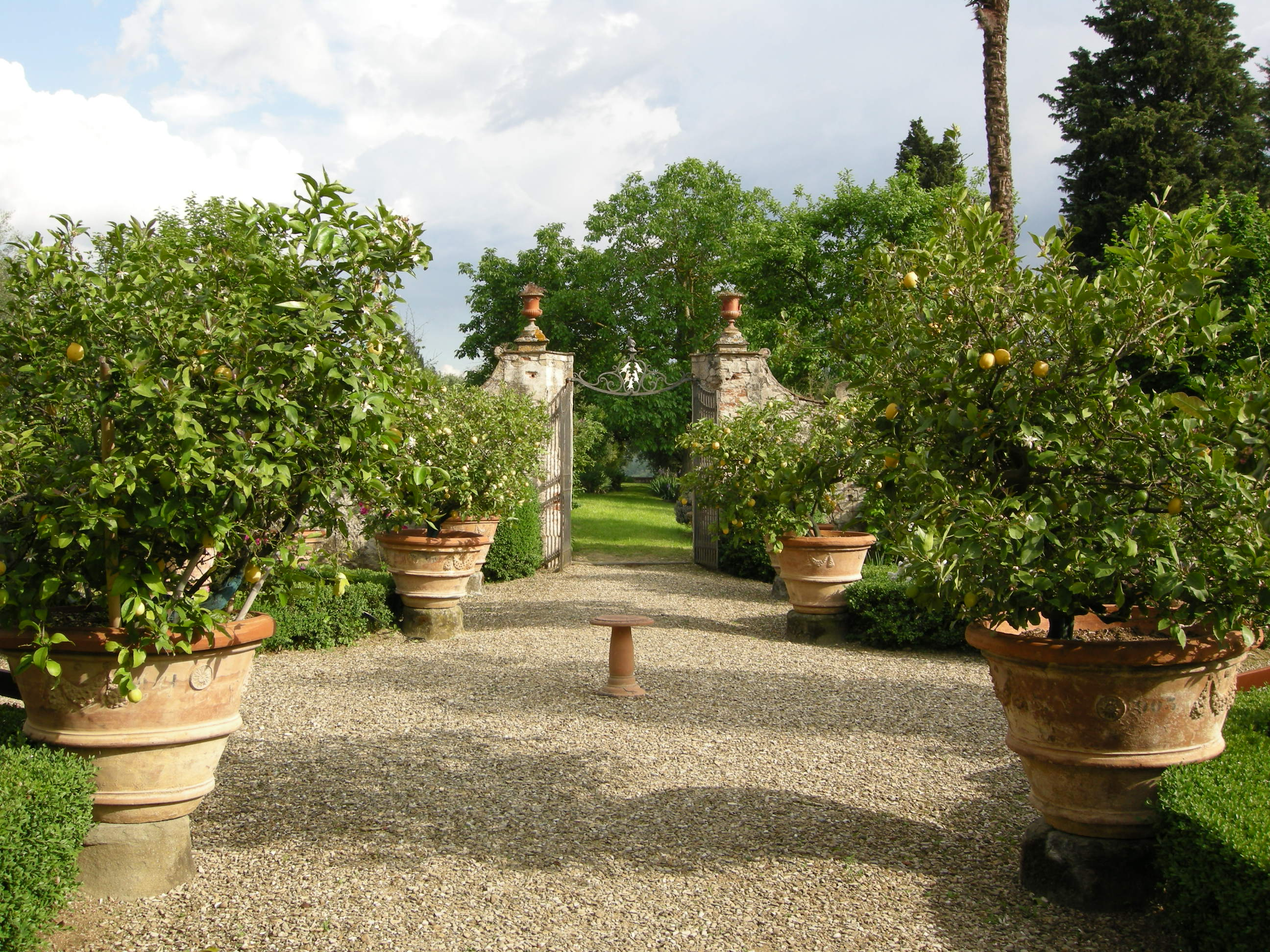
Jardin

Le jardin orienté au sud est disposé dans un style italien avec des parterres de fleurs géométriques encadrés par des haies de buis, interrompues à intervalles réguliers par des agrumes. Les grands bassins et les pots en terre cuite proviennent des fours d'Impruneta; beaucoup portent marque et date.
Une porte en fer mène au verger qui offre une promenade agréable à la table de pierre au bout du remblai; De là, on peut profiter d'une belle vue sur les collines du Chianti jusqu'à Impruneta.
Surplombant la villa se trouve une tour en pietra alberese apparentes, construite en 1935, selon le style néo-médiéval en vogue à l'époque mais peu semblable à l'architecture du reste de l'édifice, en lieu et place d'un pigeonnier endommagé par le tremblement de terre de 1895.
La villa est restée la propriété de la famille Vecchietti jusqu'en 1871, date à laquelle elle a été achetée par la famille Signorini, qui y réside toujours.